# Aglaia subminutiflora
Aglaia subminutiflora är en tvåhjärtbladig växtart som beskrevs av C. Dc.. Aglaia subminutiflora ingår i släktet Aglaia och familjen Meliaceae. Inga underarter finns listade i Catalogue of Life.